# Calypogeia fusca
Calypogeia fusca là một loài rêu tản trong họ Calypogeiaceae. Loài này được (Lehm.) Stephani miêu tả khoa học lần đầu tiên năm 1908.